# ثمین باغچه‌بان
ثمین باغچه‌بان (زاده ۱۳۰۴ تبریز – درگذشته ۲۹ اسفند ۱۳۸۶، استانبول) آهنگساز، شاعر، نویسنده و مترجم اهل ایران بود. ثمین باغچه‌بان برای چندین دهه حضوری پر رنگ در موسیقی ایران داشت. در دوران پیش از انقلاب ۱۳۵۷ ایران سال‌ها در هنرستان عالی موسیقی تدریس می‌کرد. ساخته‌هایش در کنسرت‌های بسیاری اجرا شدند و او را به عنوان یکی از چهره‌های مؤثر در موسیقی چندصدایی ایران مطرح کردند.

## زندگی
ثمین باغچه‌بان در سال ۱۳۰۴ در تبریز به دنیا آمد. پدرش جبار باغچه‌بان (جبار عسکرزاده) بنیانگذار آموزشگاه ناشنوایان در ایران بود. او کودکی خود را در شیراز گذراند و در ۷ سالگی با خانواده‌اش به تهران رفت و تحصیلاتش را در آنجا گذراند. ثمین باغچه‌بان به یادگیری پیانو علاقه داشت؛ ولی به علت نبود پیانو در خانه و عدم توانایی مالی خانواده، و از آن‌جا که مادرش ویولن داشت، مجبور به یادگیری ویلون شد؛ ولی ویلون مادرش هم به علت تعمیر نامناسب صدای مناسبی نداشته و مورد قبول هنرستان موسیقی نبود. از آنجا که می‌توانست ساز ابوا را از هنرستان قرض بگیرد در نهایت، این ساز را برگزید. او بر اساس طرحی که رضاشاه با مصطفی کمال آتاترک برای اعزام دانشجو امضا شده بود به ترکیه رفت. در این طرح، ۱۲۰ دانشجو در گروه‌های ۲۰ نفری به ترکیه اعزام می‌شدند که او در گروه آخر اعزام شد.
او در آنکارا با اِولین باغچه‌بان خواننده و پیانیست اهل ترکیه آشنا شد و با او ازدواج کرد. شعر زیر بخشی از سروده جبار باغچه‌بان (پدر ثمین باغچه‌بان) در وصف عروسش اِولین است:
| ای خندهٔ تو گل روانم اِولین     |  | آواز خوشت صفای جانم اِولین    |
| بازی کند انگشت تو در پردهٔ ساز |  | با نالهٔ دلسوز نهانم اِولین    |
| روشن شده از شمع قدت خانهٔ ما   |  | تابد رخ تو چو ماه در لانهٔ ما |

این زوج پس از پایان تحصیل در کنسرواتوار دولتی آنکارا به ایران آمدند و در سال ۱۳۳۰ در هنرستان عالی موسیقی (کنسرواتوار تهران) استخدام شدند. ثمین آهنگسازی و اِولین آواز و پیانو درس می‌داد.
باغچه‌بان با گروه‌های چپ‌گرای مخالف محمدرضا پهلوی همکاری داشت و همین موضوع، امکان اجرای آثارش را با مشکل مواجه می‌کرد. اما حدود یک دهه بعد باغچه‌بان با خشم فراوان از حزب توده ایران استعفا داد. او در نامه‌ای سرگشاده نوشت آنچه از سوی این حزب به او و مردم وعده داده می‌شده فریب بوده‌است. باغچه‌بان حتی نُت برخی از آثاری که با نگرش سیاسی نوشته بود را از بین برد. «کشته شدن یک رفیق خوزستانی» یکی از این آثار است که امروزه تنها یک ضبط تاریخی از آن برجای مانده‌است.
ثمین باغچه‌بان و خانواده‌اش چند سال پس از پیروزی انقلاب در سال ۱۳۶۳ برای همیشه به ترکیه مهاجرت کردند. او زندگی استانبول را در انزوا سپری کرد. او در ۲۹ اسفند ۱۳۸۶ در استانبول درگذشت و در گورستان ایرانیان این شهر به خاک سپرده شد.
او در ایران، کتابی دربارهٔ پدرش به نام «چهره‌هایی از پدرم» در تیراژ محدود ۱۱۰۰ نسخه منتشر کرده‌است.

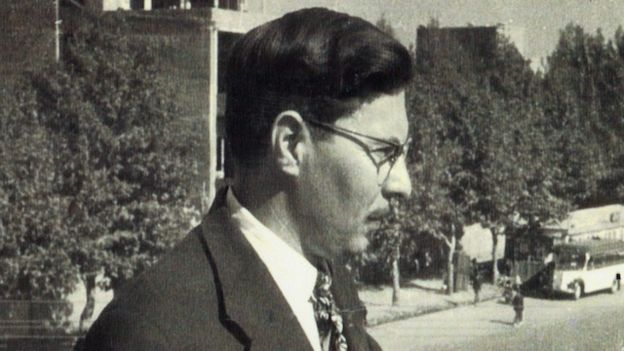
ثمین باغچه‌بان در جوانی (تاریخ نامشخص)

## آثار

### سوییت سمفونیک بومی‌وار
یکی از نخستین و پرآوازه‌ترین آثار ثمین باغچه‌بان، «سوییت سمفونیک بومی‌وار» (برای ارکستر سمفونیک) است که در سال ۱۳۳۲ خورشیدی به پایان رسید و برای نخستین بار به رهبری فرشاد سنجری، رهبر میهمان ارکستر سمفونیک تهران به اجرا درآمد. این اثر در سه بخش و با الهام از چند ترانه محلی ایرانی آفریده شده‌است.

### زال و رودابه
در مراسم گشایش تالار رودکی (تالار وحدت) در تهران در سال ۱۳۴۶ یکی از آثار به اجرا درآمده از ساخته‌های ثمین باغچه‌بان به نام «زال و رودابه» بود که با الهام از داستان‌های شاهنامه آفریده شده‌است. در همان سال برای مراسم تاج‌گذاری محمدرضا پهلوی نیز ساخت تعدادی از آثار که به شکل زنده با «گروه کُر تهران» اجرا شدند به ثمین سفارش داده شد.

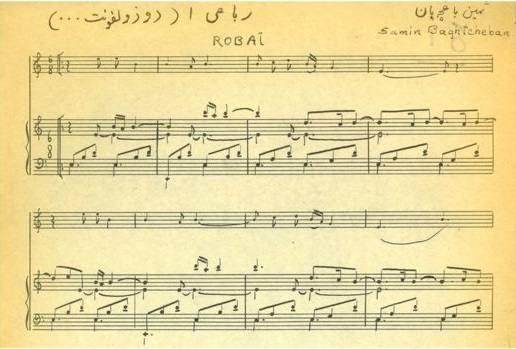
نُت «دو زولفونت» برای آواز و پیانو ساخته ثمین باغچه‌بان (به خط آهنگساز در دهه ۱۳۳۰)

### رنگین کمون و چهارشنبه‌سوری
در واپسین سال‌های پیش از انقلاب اما یکی دیگر از مشهورترین آثار او به نام «رنگین کمون» (۱۰ قطعه برای تکخوان، آواز گروهی و ارکستر) شکل گرفت. این قطعه با همکاری نوازندگان ارکستر سمفونیک رادیو وین ضبط و منتشر شد. نسلی از کودکان ایرانی در آن زمان با این آلبوم بزرگ شدند و همچنان بسیاری از مراکزی که در ایران در زمینه آموزش موسیقی به کودکان فعالند از این آلبوم بهره می‌گیرند. آلبوم «رنگین کمون» با همکاری ارکستر سمفونیک رادیو وین به رهبری توماس کریستین داوید، گروه همسرایان میترا (فرح) به رهبری اِولین باغچه‌بان اجرا و ضبط شده و برای کودکان است. تکخوانان این آلبوم، منصوره قصری (سوپرانو) و اِولین باغچه‌بان (متزوسوپرانو) هستند.
بخش دوم این آلبوم، هشت سال پس از درگذشت ثمین باغچه بان، به کوشش پسرش «کاوه» با عنوان «چهارشنبه‌سوری» منتشر شد. «رنگین کمون» از ثمین باغچه‌بان و اپرای «مانا و مانی» ساخته حسین دهلوی از جمله آثاری بودند که دولت ایران قرار بود آنها را به مناسبت سال جهانی کودک (۱۹۷۹ میلادی - ۱۳۵۸ خورشیدی) به یونسکو بفرستد که البته با وقوع انقلاب اسلامی فراموش شدند.

### نوروزها و بادبادک‌ها
کتاب «نوروزها و بادبادک‌ها» (با نقاشی‌های نورالدین زرین‌کلک) از دیگر آثار باغچه‌بان است که از سوی شورای کتاب کودک در ایران به عنوان کتاب سال ۱۳۵۳ برگزیده شد.

### برگردان

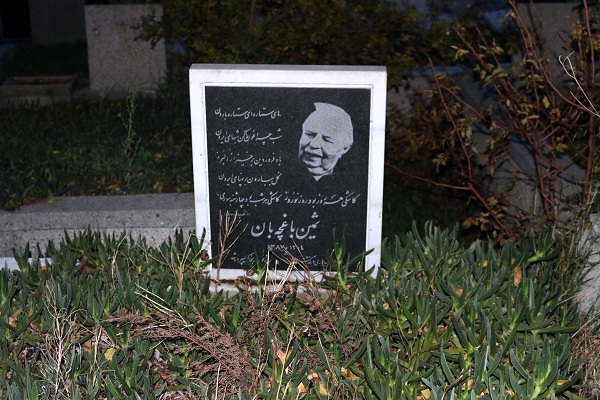
آرامگاه ثمین باغچه‌بان در گورستان ایرانیان استانبول

باغچه‌بان کتاب‌هایی از عزیز نسین نویسنده طنزنویس ترک، یاشار کمال و ناظم حکمت را نیز به فارسی برگردان کرده‌است.

## گزیده آثار
- سوییت سمفونیک «بومی‌وار» برای ارکستر سمفونیک (در سه بخش)
- «رباعی» روی سروده‌های باباطاهر (برای آواز و پیانو)
- «تو بیو» بر پایه ترانه محلی بختیاری (برای آواز گروهی)
- مجموعه رنگین کمون برای تکخوانان، آواز گروهی و ارکستر.
- «شُلیل» و «ویرانه» (برای ارکستر زهی)
- «چهارشنبه‌سوری»
- ترجمه کتاب‌های یاشار کمال
- ترجمه و معرفی عزیز نسین